# Professional'nyj Futbol'nyj Klub Central'nyj Sportivnyj Klub Armii 2019-2020
Questa voce raccoglie le informazioni riguardanti il Professional'nyj Futbol'nyj Klub CSKA nelle competizioni ufficiali della stagione 2019-2020.

## Stagione
In campionato la squadra confermò il quarto posto della stagione precedente, ottenendo un nuovo accesso all'Europa League; proprio in questo torneo la partecipazione si risolse in un fallimentare ultimo posto nella fase a gironi, mentre in Coppa di Russia il cammini si interruppe ai quarti nel derby con lo Spartak.

## Divise
| Casa | Trasferta |

## Rosa
| N. |                     | Ruolo | Calciatore        |
| -- | ------------------- | ----- | ----------------- |
| 1  | Russia (bandiera)   | P     | Il'ja Pomazun     |
| 2  | Russia (bandiera)   | D     | Mário Fernandes   |
| 5  | Russia (bandiera)   | D     | Viktor Vasin      |
| 7  | Russia (bandiera)   | C     | Il'zat Achmetov   |
| 8  | Croazia (bandiera)  | C     | Nikola Vlašić     |
| 9  | Russia (bandiera)   | A     | Fëdor Čalov       |
| 10 | Russia (bandiera)   | C     | Alan Dzagoev      |
| 11 | Brasile (bandiera)  | C     | Lucas Santos      |
| 14 | Russia (bandiera)   | D     | Kirill Nababkin   |
| 15 | Russia (bandiera)   | C     | Dmitrij Efremov   |
| 17 | Islanda (bandiera)  | C     | Arnór Sigurðsson  |
| 19 | Giappone (bandiera) | A     | Takuma Nishimura  |
| 20 | Russia (bandiera)   | C     | Konstantin Kučaev |

| N. |                           | Ruolo | Calciatore                |
| -- | ------------------------- | ----- | ------------------------- |
| 23 | Islanda (bandiera)        | D     | Hörður Magnússon          |
| 25 | Croazia (bandiera)        | C     | Kristijan Bistrović       |
| 27 | Costa d'Avorio (bandiera) | D     | Cédric Gogoua             |
| 29 | Slovenia (bandiera)       | C     | Jaka Bijol                |
| 31 | Croazia (bandiera)        | D     | Zvonimir Šarlija          |
| 35 | Russia (bandiera)         | P     | Igor' Akinfeev (capitano) |
| 42 | Russia (bandiera)         | D     | Georgij Ščennikov         |
| 62 | Russia (bandiera)         | D     | Vadim Karpov              |
| 71 | Russia (bandiera)         | D     | Nayair Tiknizyan          |
| 72 | Russia (bandiera)         | C     | Astemir Gordjušenko       |
| 78 | Russia (bandiera)         | D     | Igor' Diveev              |
| 87 | Russia (bandiera)         | C     | Konstantin Maradishvili   |
| 98 | Russia (bandiera)         | C     | Ivan Obljakov             |

## Risultati

### Prem'er-Liga

#### Girone di andata
| Arbitro: | Kirill Levnikov |

|                         |           |  |
| Sobolev 51’, 58’ (rig.) | Marcatori |  |

| Arbitro: | Evgénij Turbín |

|                           |           |              |
| Vlašić 30’ Sigurðsson 38’ | Marcatori | 40’ Maljarov |

| Arbitro: | Vladislav Bezborodov |

|                  |           |  |
| Čalov 42’ (rig.) | Marcatori |  |

| Arbitro: | Vasili Kazartsev |

|  |           |           |
|  | Marcatori | Čalov 41’ |

| Mosca 11 agosto 2019, ore 19:00 MSK 5ª giornata | CSKA Mosca     | 0 – 0 referto | Soči | Arena CSKA (17 995 spett.)\| Arbitro: \| Vitaly Meshkov \| |
| Arbitro:                                        | Vitaly Meshkov |               |      |                                                            |

| Arbitro: | Sergej Karasëv |

|                |           |               |
| 59’, 79’ Gigot | Marcatori | Fernandes 68’ |

| Arbitro: | Vasili Kazartsev |

|                                    |           |  |
| Fernandes 43’ Čalov 66’ Vlašić 73’ | Marcatori |  |

| Arbitro: | Evgénij Turbín |

|             |           |                         |
| Lesovoj 10’ | Marcatori | 17’ Achmetov 74’ Gogoua |

| Arbitro: | Michail Vilkov |

|  |           |                               |
|  | Marcatori | 84’ Bistrović 90+4’ Magnússon |

| Arbitro: | Vladislav Bezborodov |

|                                  |           |               |
| Vlašić 32’ (rig.), 41’ Čalov 37’ | Marcatori | 57’, 60’ Berg |

| Arbitro: | Pavel Kukuyan |

|  |           |                                        |
|  | Marcatori | 17’ Magnússon 57’ Sigurðsson 65’ Bijol |

| Arbitro: | Vasili Kazartsev |

|              |           |                                   |
| Vlašić 90+2’ | Marcatori | 11’, 44’ Bajramjan 61’ Shomurodov |

| Arbitro: | Nikolay Voloshin |

|            |           |              |
| Krotov 83’ | Marcatori | 26’ Achmetov |

| Arbitro: | Sergej Karasëv |

|  |           |           |
|  | Marcatori | 85’ N'Jie |

| Arbitro: | Michail Vilkov |

|             |           |              |
| Erochin 73’ | Marcatori | 45+1’ Vlašić |

#### Girone di ritorno
| Arbitro: | Stanislav Vasilyev |

|                                |           |                                          |
| Mostovoj 7’ Poloz 45+2’ (rig.) | Marcatori | 16’ (aut.) Mevlja 52’ Obljakov 55’ Čalov |

| Arbitro: | Vladislav Bezborodov |

|            |           |  |
| Vlašić 74’ | Marcatori |  |

| Arbitro: | Nikolay Voloshin |

|  |           |             |
|  | Marcatori | 52’ Lesovoj |

| Arbitro: | Vasili Kazartsev |

|         |           |              |
| Ari 63’ | Marcatori | 15’ Obljakov |

| Arbitro: | Pavel Kukuyan |

|                 |           |              |
| Fernandes 90+1’ | Marcatori | 72’ Bicfalvi |

| Arbitro: | Vladislav Bezborodov |

|                                          |           |                                    |
| Erëmenko 31’ Popov 53’ (rig.) Mamaev 63’ | Marcatori | 25’ Sigurðsson 77’ (aut.) Osipenko |

| Mosca 15 marzo 2020, ore 16:30 MSK 22ª giornata | CSKA Mosca       | 0 – 0 referto | Ufa | Arena CSKA (3 428 spett.)\| Arbitro: \| Nikolay Voloshin \| |
| Arbitro:                                        | Nikolay Voloshin |               |     |                                                             |

| Arbitro: | Sergej Ivanov |

|  |           |                                            |
|  | Marcatori | 2’ Ivanović 9’, 45+2’ Malcom 90+4’ Driussi |

| Mosca 27 giugno 2020, ore 19:00 MSK 24ª giornata | Dinamo Mosca    | 0 – 0 referto | CSKA Mosca | Otkrytie Arena (2 432 spett.)\| Arbitro: \| Kirill Levnikov \| |
| Arbitro:                                         | Kirill Levnikov |               |            |                                                                |

| Arbitro: | Aleksey Eskov |

|                   |           |  |
| Vlašić 27’, 90+6’ | Marcatori |  |

| Arbitro: | Pavel Kukuyan |

|  |           |                                                        |
|  | Marcatori | 61’ Čalov 62’ Vlašić 65’ Sigurðsson 85’ (aut.) Semënov |

| Arbitro: | Aleksey Sukhoy |

|  |           |                                                   |
|  | Marcatori | 32’ Čalov 59’ Vlašić 78’ Ščennikov 90+4’ Obljakov |

| Arbitro: | Aleksey Matyunin |

|           |           |                   |
| Čalov 62’ | Marcatori | 88’ (rig.) Markov |

| Arbitro: | Evgénij Turbín |

|                                       |           |            |
| Al. Mirančuk 33’ (rig.), 90+2’ (rig.) | Marcatori | 71’ Vlašić |

| Arbitro: | Kirill Levnikov |

|                            |           |  |
| Ščennikov 26’ Obljakov 78’ | Marcatori |  |

### Kubok Rossii
| Arbitro: | Igor Panin |

|                      |           |                                       |
| Chadarcev 19’ (rig.) | Marcatori | 2’ (rig.) Achmetov 34’, 72’ Nishimura |

| Arbitro: | Sergej Ivanov |

|             |           |  |
| Bijol 90+2’ | Marcatori |  |

| Arbitro: | Sergej Ivanov |

|                                  |           |                           |
| Bakaev 4’ Ponce 14’ Larsson 107’ | Marcatori | 17’ Diveev 45+1’ Achmetov |

### UEFA Europa League
| Arbitro: | Irfan Peljto |

|                                                      |           |            |
| Wanderson 48’ Lukoki 50’ Keșerü 52’, 68’, 73’ (rig.) | Marcatori | 11’ Diveev |

| Arbitro: | Ali Palabıyık |

|  |           |                        |
|  | Marcatori | 64’ Wu 90+5’ Campuzano |

| Arbitro: | Pavel Orel |

|  |           |           |
|  | Marcatori | 86’ Varga |

| Budapest 7 novembre 2019, ore 21:00 CET 4ª giornata | Ferencváros        | 0 – 0 referto | CSKA Mosca | Groupama Arena (18 153 spett.)\| Arbitro: \| Aleksandar Stavrev \| |
| Arbitro:                                            | Aleksandar Stavrev |               |            |                                                                    |

| Arbitro: | Jakob Kehlet |

|           |           |            |
| Čalov 76’ | Marcatori | 66’ Keșerü |

| Arbitro: | Kevin Blom |

|  |           |            |
|  | Marcatori | 84’ Vlašić |

## Statistiche

### Statistiche di squadra
Dati aggiornati il 22 luglio 2020.
| Competizione    | Punti | In casa | In casa | In casa | In casa | In casa | In casa | In trasferta | In trasferta | In trasferta | In trasferta | In trasferta | In trasferta | Totale | Totale | Totale | Totale | Totale | Totale | DR  |
| Competizione    | Punti | G       | V       | N       | P       | Gf      | Gs      | G            | V            | N            | P            | Gf           | Gs           | G      | V      | N      | P      | Gf     | Gs     | DR  |
| --------------- | ----- | ------- | ------- | ------- | ------- | ------- | ------- | ------------ | ------------ | ------------ | ------------ | ------------ | ------------ | ------ | ------ | ------ | ------ | ------ | ------ | --- |
| Prem'er-Liga    | 50    | 15      | 7       | 4       | 4       | 17      | 14      | 15           | 7            | 4            | 4            | 26           | 15           | 30     | 14     | 8      | 8      | 43     | 29     | +14 |
| Coppa di Russia | -     | 1       | 1       | 0       | 0       | 1       | 0       | 2            | 1            | 0            | 1            | 5            | 4            | 3      | 2      | 0      | 1      | 6      | 4      | +2  |
| Europa League   | -     | 3       | 0       | 1       | 2       | 1       | 4       | 3            | 1            | 1            | 1            | 2            | 5            | 6      | 1      | 2      | 3      | 3      | 9      | -6  |
| Totale          | 50    | 19      | 8       | 5       | 6       | 19      | 18      | 20           | 9            | 5            | 6            | 33           | 24           | 39     | 17     | 10     | 12     | 52     | 42     | +10 |

### Andamento in campionato
Dati aggiornati il 22 luglio 2020.
| Giornata  | 1  | 2  | 3 | 4 | 5 | 6 | 7 | 8 | 9 | 10 | 11 | 12 | 13 | 14 | 15 | 16 | 17 | 18 | 19 | 20 | 21 | 22 | 23 | 24 | 25 | 26 | 27 | 28 | 29 | 30 |
| --------- | -- | -- | - | - | - | - | - | - | - | -- | -- | -- | -- | -- | -- | -- | -- | -- | -- | -- | -- | -- | -- | -- | -- | -- | -- | -- | -- | -- |
| Luogo     | T  | C  | C | T | C | T | C | T | T | C  | T  | C  | T  | C  | T  | T  | C  | C  | T  | C  | T  | C  | C  | T  | C  | T  | T  | C  | T  | C  |
| Risultato | P  | V  | V | V | N | P | V | V | V | V  | V  | P  | N  | P  | N  | V  | V  | N  | N  | N  | P  | N  | P  | N  | V  | V  | V  | N  | P  | V  |
| Posizione | 16 | 10 | 6 | 2 | 3 | 6 | 6 | 4 | 4 | 2  | 1  | 5  | 5  | 5  | 5  | 4  | 3  | 4  | 4  | 4  | 5  | 5  | 5  | 5  | 5  | 5  | 3  | 4  | 4  | 4  |

Legenda:

Luogo: C = Casa; T = Trasferta. Risultato: V = Vittoria; N = Pareggio; P = Sconfitta.